# Killing Season
Cet article concerne l'album de Death Angel. Pour le film de Mark Steven Johnson, voir Face à face.
Killing Season est le sixième album du groupe Thrash Death Angel, sorti en 2008.

## Titres
1. Lord Of Hate
2. Sonic Beatdown
3. Dethroned
4. Carnival Justice
5. Buried Alive
6. Soulless
7. The Noose
8. When Worlds Collide
9. God VS God
10. Steal The Crown
11. Resurrection Machine